# Bundeskurfürsorge
Bundeskurfürsorge bezeichnet Einrichtungen des Bundes der Kriegsblinden Deutschlands, in denen Kriegsblinde Kur- und Erholungsfürsorge in Anspruch nehmen konnten.

## Einrichtungen
Mit fortschreitender zeitlicher Distanz zu den Weltkriegen wurde die Anzahl derjenigen geringer, die als Kriegsblinde Einrichtungen der Kur- und Erholungsfürsorge in Anspruch nahmen. Dies hatte zur Folge, dass die entsprechenden Einrichtungen geschlossen wurden: Bis zum Beginn des Jahres 2013 ermöglichte das Kriegsblinden-Kursanatorium Söcking in Starnberg Kur- und Erholungsaufenthalte. Selbiges galt für das Kursanatorium am Königsberg in Bad Pyrmont, welches Ende Mai 2016 geschlossen wurde. Darüber hinaus waren in Berlin (Kriegsblinden-Erholungs- und Freizeithaus am Kleinen Wannsee) und Braunlage (Senioren- & Pflegezentrum BKD-Kurklinik) entsprechende Einrichtungen vorhanden.
Im Jahr 2023 wurde in Brilon (Kursanatorium Hochsauerland) die letzte dieser Einrichtungen geschlossen. 